# 大扎博洛特内
47°43′3″N 30°50′49″E / 47.71750°N 30.84694°E
大扎博洛特内（烏克蘭語：Великозаболотне），2024年9月前名为察雷達里夫卡（烏克蘭語：Царедарівка），是烏克蘭的村落，位於該國南部尼古拉耶夫州，由沃茲涅先斯克區多馬尼夫卡市鎮負責管轄，面積1.62平方公里，海拔高度135米，2001年人口636，人口密度每平方公里392.6人。
2024年9月19日，乌克兰最高拉达将此村的名字改为大扎博洛特内。